# Liste der Einträge im National Register of Historic Places im Tate County

Lage des Tate Countys in Mississippi

Die Liste der Einträge im National Register of Historic Places im Tate County in Mississippi führt die Bauwerke und historischen Stätten im Tate County auf, die in das National Register of Historic Places aufgenommen wurden.

## Aktuelle Einträge
| [ 2 ] | Name                                                   | Bild                                 | Eintragsdatum        | Lage | Ort       | Beschreibung |
| ----- | ------------------------------------------------------ | ------------------------------------ | -------------------- | --- | --------- | ------------ |
| 1     | College Street Historic District                       |                                      | 1994 ID-Nr. 94000206 | Abgegrenzt durch North Center Street, College Street, North Front Street, North Panola Street, North Ward Street und West Main Street 34° 37′ 11″ N, 89° 58′ 0″ W | Senatobia |              |
| 2     | Downtown Senatobia Historic District                   | Downtown Senatobia Historic District | 1994 ID-Nr. 94000205 | Abgegrenzt durch Center Street, North Street, South Front Street, West Main Street, West Tate Street und Ward Street 34° 37′ 7″ N, 89° 57′ 56″ W                  | Senatobia |              |
| 3     | McGehee Plantation                                     |                                      | 2007 ID-Nr. 07000648 | 950 Ed Nelson Drive 34° 33′ 35″ N, 89° 57′ 12″ W | Senatobia |              |
| 4     | North Panola Street Historic District                  |                                      | 1994 ID-Nr. 94000207 | 101 South Panola Street sowie 104, 106, und 108 North Panola Street 34° 37′ 7″ N, 89° 58′ 9″ W                                                                    | Senatobia |              |
| 5     | North Park Street Historic District                    |                                      | 1994 ID-Nr. 94000208 | 113-209 North Park Street 34° 37′ 15″ N, 89° 57′ 48″ W | Senatobia |              |
| 6     | South Panola Street Historic District                  |                                      | 1994 ID-Nr. 94000204 | 200-401 South Panola Street 34° 36′ 56″ N, 89° 58′ 6″ W | Senatobia |              |
| 7     | South Ward Street Historic District                    |                                      | 1994 ID-Nr. 94000199 | Abgegrenzt durch Church Street, West Gilmore Street und South Ward Street 34° 36′ 50″ N, 89° 57′ 58″ W                                                            | Senatobia |              |
| 8     | Southeast Senatobia Historic District                  |                                      | 1994 ID-Nr. 94000202 | Abgegrenzt durch South Park Street, East Gilmore Street, East Tate Street und South Heard Street 34° 37′ 0″ N, 89° 57′ 40″ W                                      | Senatobia |              |
| 9     | Tate County Agricultural High School Historic District |                                      | 1994 ID-Nr. 94000201 | 510 North Panola Street 34° 37′ 32″ N, 89° 58′ 9″ W | Senatobia |              |
| 10    | Tate County Courthouse                                 | Tate County Courthouse               | 1994 ID-Nr. 94000200 | 201 South Ward Street 34° 37′ 0″ N, 89° 57′ 57″ W | Senatobia |              |

## Frühere Einträge
| [ 2 ] | Name                       | Bild | Eintragsdatum        | Lage                            | Ort       | Beschreibung                     |
| ----- | -------------------------- | ---- | -------------------- | ------------------------------- | --------- | -------------------------------- |
| 1     | Hickahala Creek Bridge     |      | 1988 ID-Nr. 88002479 | Brücke über den Hickahala Creek | Senatobia | 1996 aus dem Register gestrichen |
| 2     | Senatobia Christian Church |      | 1994 ID-Nr. 94000203 | 407 West Tate Street            | Senatobia | 1996 aus dem Register gestrichen |